# Huron-Sud
Pour les articles homonymes, voir Huron (homonymie).
Huron-Sud fut une circonscription électorale fédérale de l'Ontario, représentée de 1867 à 1935.
C'est l'Acte de l'Amérique du Nord britannique de 1867 qui divisa le comté d'Huron en deux districts électoraux, Huron-Nord et Huron-Sud. Abolie en 1933, la circonscription fut redistribuée parmi Huron-Nord et Huron—Perth.

## Géographie
En 1867, la circonscription d'Huron-Sud comprenait:
- La ville de Goderich
- Les cantons de Goderich, Tuckersmith, Stanley, Hay, Usborne et Stephen

En 1872, le comté de Huron fut divisé en trois circonscriptions, permettant la création de Huron-Centre. Huron-Sud perdit la ville de Goderich
En 1903, Huron-Nord devint Huron-Est et Huron-Ouest. Huron-Sud comprenait:
- Les cantons de Stephen et d'Usborne
- Les villages d'Exeter et de Hensall

## Députés
1. 1867-1875 — Malcolm Colin Cameron, PLC
2. 1875-1878 — Thomas Greenway, IND
3. 1878-1882 — Malcolm Colin Cameron, PLC (2)
4. 1882-1883 — John McMillan, PLC
5. 1883-1887 — Richard John Cartwright, PLC
6. 1887-1900 — John McMillan, PLC (2)
7. 1900-1904 — George McEwen, PLC
8. 1904-1908 — Benjamin B. Gunn, CON
9. 1908-1911 — Murdo Young McLean, PLC
10. 1911-1921 — Jonathan Joseph Merner, CON
11. 1921-1925 — William Black (en), PPC
12. 1925-1932 — Thomas McMillan, PLC
13. 1932-1935 — William Henry Golding, PLC

- CON = Parti conservateur du Canada (ancien)
- PLC = Parti libéral du Canada
- PPC = Parti progressiste du Canada